# Христофор Митиленский
Христофо́р Митиле́нский (греч. Χριστόφορος Μυτιληναῖος, романизация: Christóphoros Mytilēnaíos; около 1000—1050) — византийский поэт, вельможа.
О биографии Христофора известно очень мало. Он занимал пост судьи в фемах Армениакон и Пафлагония. Наряду с Михаилом Пселлом и Кекавменом, Христофор является одной из наиболее влиятельных фигур в византийской поэзии XI века.

## Публикации сочинений и переводов
- Памятники Византийской литературы IX—XIV веков. М., 1969, с. 287.